# Fire in the Valley
Fire in the Valley ist ein Jazzalbum von Jemeel Moondoc. Die 1996 entstandenen Aufnahmen erschienen 1997 auf Eremite Records.

## Hintergrund
Dieser 41-minütige Mitschnitt, bestehend aus einem langen Stück und einer kurzen Zugabe, wurde 1996 beim Fire in the Valley Festival in Amherst, Massachusetts aufgenommen. Moondoc am Altsaxophon wurde von dem Bassisten John Voigt und dem Perkussionisten Laurence Cook begleitet. Kurz zuvor hatte das Trio das Album Tri-P-Let eingespielt.
Das Primat des Live-Auftritts, gepaart mit der Tatsache, dass es einfach nicht so viele Labels gibt, die bereit sind, Aufnahmezeit für kreative improvisierte Musik zur Verfügung zu stellen, habe zu einem Mangel an Einträgen in der Diskografie von Jemeel Moondoc geführt, meinte Derek Taylor. Studiotermine für den Saxophonisten seien daher um die Jahrtausendwende eine Seltenheit gewesen und gerade deshalb machte seine Verbindung mit dem Label Eremite so viel Sinn und habe sich als so fruchtbar erwiesen. Bevorzugtes Material von Eremite sind Live-Auftritte und ein großer Teil des Katalogs des Labels enthält Musik aus dem jährlichen Festival Fire in the Valley.

## Titelliste
- Jemeel Moondoc: Fire in the Valley (Eremite Records MTE008)[2]

1. Fire in the Valley 39:52
2. Encore 1:27

Die Kompositionen stammen von Jemeel Moondoc.

## Rezeption
Richard Cook und Brian Morton schrieben in The Penguin Guide to Jazz, dass das Album „ein harter, oft rauer und, um ehrlich zu sein, etwas unentspannter Mitschnitt sei, das nicht von einer Studiositzung profitiere, die sich darum bemüht, die stumpferen Kanten aufzupolieren.“
Hingegen verlieh Thom Jurek dem Album in Allmusic viereinhalb Sterne und schrieb, Moondocs Ton erinnere an den von Jackie McLean, während sein Spielstil von der gleichen Stelle komme wie der von Charles Tyler. Hier herrsche ein leises Beharren, während Moondoc und seine Begleiter ihre Reise durch die Gänge des postmodernen Jazz beginnen. Auf der Suche nach einem Song, den er hören, aber nicht berühren kann gehe Moondoc in seine Rhythmusgruppe, um sie herum und durchquere sie, dabei erreiche er einige erstaunliche Orte. Es sei derart, „als käme er an eine Schwelle, wo die Stille selbst einen Tunnel gebaut hat, und er geht auf Zehenspitzen, Schritte, tanzt, rennt hinein, dann ruft und schreit er einmal drinnen. Es gibt Gänge von großer Kraft, die in kleine, stille lyrische Räume von harmonischer Schönheit und Anmut führen.“ Vielleicht mehr als jeder andere Altsaxophonist seiner Generation verstehe er die Komplexität melodischer Erfindungen und deren Zusammenhang sowohl mit dem Post-Bop-Swing als auch mit der Suche der Avantgarde nach einer neuen Syntax in der Klangsprache, resümiert Jurek. Der Mitschnitt dokumentiere in seiner Gesamtheit Schönheit, Originalität und dem wundersames Gruppenspiel, was zeige, wie multidimensional Moondoc sowohl als Solist wie auch als Bandleader ist.
Nach Ansicht von Derek Taylor, der das Album in All About Jazz rezensierte, würden alle drei Spieler auf dem Kamm eines spontan brennenden Energiestoßes reiten, der die Minuten dahinschmelzen lasse. Dies sei ein Trio, das in seiner Herangehensweise so facettenreich agiere, dass die Möglichkeit der Langeweile kurzerhand beseitigt werde, sobald es seine Instrumente ergreife. Die lärmende Zugabe sei der sprichwörtliche Maraschino obendrauf.